# Huan Tan
Huan Tan (chinesisch 桓譚 / 桓谭, Pinyin Huán Tán, W.-G. Huan T’an; geboren 20 v. Chr. (?); gestorben 56), zi: Junshan (君山,  Jūnshān,  Chün-shan), auch Meister Huan (桓子,  Huánzǐ) genannt, war ein chinesischer Philosoph und Atheist der Zeit der Östlichen Han-Dynastie.

## Leben und Werk
Huan stammte aus Xiang (相) in Peiguo (沛国,  Pèiguó; heute Kreis Suixi, Provinz Anhui) und war bekannt für seine Gelehrsamkeit in den konfuzianischen Klassikern und anderen Disziplinen. Wegen seiner strengen Ablehnung der Lehren der Divinations- und Prognostizierungsschriften wurde er vom Hofe verbannt und starb auf dem Weg nach Lu’an (六安郡). In der Politik trat er für eine Regierung nach dem 'Weg der Könige' (王道,  wángdào) ein. Er hielt Unglücke und außergewöhnliche Dinge für natürliche Phänomene, und die Menschen sollten ihnen begegnen, indem sie ihre Tugenden kultivierten, und im sozialen Leben pflichtbewusst und achtsam sind. Ihm zufolge ist die Beziehung zwischen der Seele und dem Körper gerade so wie die zwischen dem Licht und der Kerze. Das Licht kann nicht ohne Kerze existieren. In der Epistemologie bejahte und analysierte er die menschliche Leistung, was einigen Einfluss auf Wang Chong ausübte. Sein bedeutendstes philosophisches Werk ist das Xinlun (新論 / 新论,  Hsin-lun – „Neue Abhandlung“).
Seine Biografie ist im Hou Hanshu (Geschichte der Späteren Han-Dynastie) enthalten, darin heißt es:

„能文章，尤好古學，數從劉歆、楊雄辯析疑異。 / deutsch Er war ein bewanderter Autor, besonders angetan hatte es ihm die ‚alte Gelehrsamkeit‘ (guxue). Mit Liu Xin und Yang Xiong diskutierte und analysierte er häufig Zweifel und Unterschiede.“

Der tschechische Sinologe Timoteus Pokora hat sich um die Erforschung seines Lebens und Werkes verdient gemacht und sein Hauptwerk und andere Schriften ins Englische übersetzt.